# Уан Дайрекшън
„Уан Дайрекшън“ (на английски: One Direction, в превод „Една посока“) e британско-ирландска момчешка група.
Състои се от петима членове – Найл Хоран, Лиам Пейн, Хари Стайлс, Луи Томлинсън и Зейн Малик. Те подписват договор със звукозаписната компания на Саймън Кауъл „Syco Records“, след като завършват трети в седмите серии на британското музикално състезание X Factor. В Северна Америка подписват по-късно с „Кълъмбия рекърдс“. Прочули се най-вече посредством интернет и социални мрежи, петимата издават албумите си Up All Night (2011) и Take Me Home (2012), Midnight Memories (2013), Four (2014), с които чупят редица рекорди и оглавяват класации на световно ниво. Четирите албума включват хитови сингли като „What Makes You Beautiful“, „Live While We're Young“, „Little Things“, „Fireproof“, „Strong“, „Story of my life“, „You & I“, „History“, „Best Song Ever“, „Midnight Memories“.
На 25 март 2015 година Зейн Малик (Zayn Malik) се разделя с групата. След напускането му, останалите четирима членове записват петия си албум Made in the A.M., който се оказва последният им.
Често посочвана като първия представител на тенденцията за възраждането популярността на т.нар. „бой банди“ или момчешки музикални групи, Уан Дайрекшън продава над 14 милиона сингли и 8 милиона албуми по цял свят. Сред постиженията им са две награди BRIT и три от церемонията MTV награди за музикално видео. От Billboard ги назовават „Топ изпълнителите на 2012“, а The Huffington Post нарича 2012 г. „Годината на Уан Дайрекшън“. Групата подкрепя различни благотворителни организации и фондации и членовете са рекламни лица на Покемон, Нокия, HarperCollins и Hasbro. Появяват се и на телевизионния екран, играейки себе си в сериала i-Карли в епизода „iGo One Direction“ (2012).

## История

### Участие вThe X Factor(2010 – 2011)
През 2010 година Зейн Малик, Луи Томлинсън, Хари Стайлс, Найъл Хоран и Лиам Пейн се явяват на кастингите за седмото британско издание на музикалното шоу X Factor и търсят одобрението на съдиите като соло изпълнители в момчешката категория. Зейн се записва за кастингите още през 2009 година, но така и не се явява, защото не намира смелост. Година по-късно се изправя пред съдиите, пеейки акапелно песента „Let me love you“ на Марио, и преминава в следващия етап на конкурса. Подобно на него Лиам, следвайки собствените си амбиции да стане певец, се явява на кастинг за предаването още на 14 години, но бива отхвърлен със заръката да се върне след няколко години, когато гласът му ще е по-трениран. В седмото издание е одобрен след впечатляващото си изпълнение на песента „Cry Me A River“ на Майкъл Бубле. Хари Стайлс, Найл Хоран и Луи Томлинсън също преминават към „тренировъчните лагери“ след като изпълняват, съответно, „Isn't She Lovely“ на Стиви Уондър, „So Sick“ на Ни-Йо и „Hey There Delilah“ на Plain White T's.
И петте момчета преминават първите тренировъчни лагери успешно, но не преминават към етапа „къщата на съдиите“. По идея на гост съдията Никол Шерзингер петимата са събрани в група и по този начин са допуснати нататък в състезанието. Името на групата измисля Хари. След създаването ѝ момчетата прекарват две седмици заедно, за да се опознаят и сплотят. Първата песен, която изпяват като група и с която се явяват пред менторът им Саймън Кауъл, е „Torn“. Саймън споменава, че това им изпълнение го е убедило, че момчетата са „уверени, забавни, като дългогодишни приятели и обречени на успех“. Уан Дайрекшън преминава към концертите на живо и за десетте си седмици престой никога не отива на елиминации. Изпълняват много песни, сред които „My Life Would Suck Without You“, „Nobody Knows“, „Kids in America“, „Something About the Way You Look Tonight“ и „Only Girl (In the World)“. Като група бързо набират известност във Великобритания. На финала на шоуто изпълняват „She's the One“ със световноизвестната звездата Роби Уилямс, но остават на трето място.
Веднага след края на шоуто в интернет изтича кавърът на групата на песента „Forever Young“, който е щял да бъде издаден официално, ако групата беше спечелила състезанието. Малко по-късно е обявено, че групата подписва договор със звукозаписната компания на Саймън Кауъл Сайко рекърдс за 2 милиона британски паунда. Записите за дебютния албум на момчетата започват през януари 2011 г. в Лос Анджелис, където те работят с известния продуцент Ред Уан. През февруари е издадена книгата „One Direction: Forever Young (Our Official X Factor Story)“ (б.пр. „Уан Дайрекшън: Завинаги млади (Официалната ни история през X Factor)“). През същия месец групата участва, заедно с другите състезатели в X Factor, в традиционното турне на предаването из Великобритания и пеят пред общо 500 000 души. След април същата година, Уан Дайрекшън продължава да работи върху първия си албум в студиа в Стокхолм, Лос Анджелис и Лондон с продуценти и текстописци като Рами Якуп, Карл Фалк, Саван Котеча, Стийв Мак и други.

## Дискография

### Студийни албуми
- Up All Night (2011)
- Take Me Home (2012)
- Midnight Memories (2013)
- Four (2014)
- Made in the A.M. (2015)

### Сингли
- What Makes You Beautiful (2011)
- Gotta Be You (2011)
- One Thing (2012)
- More than This (2012)
- Live While We're Young (2012)
- Little Things (2012)
- Kiss You (2013)
- One Way or Another (Teenage Kicks) (2013)
- Best Song Ever (2013)
- Story of My Life (2013)
- Midnight Memories (2014)
- You & I (2014)
- Steal My Girl (2014)
- Night Changes (2014)
- Drag Me Down (2015)
- Perfect (2015)
- History (2015)

### Видео албуми
- One Direction: Up All Night – The Live Tour (2012)
- One Direction: Where We Are – The Concert Film (2014)

## Турнета
- Up All Night Tour (2011 – 2012)
- Take Me Home Tour (2013)
- Where We Are Tour (2014)
- On the Road Again Tour (2015)